# Ogenj
Ogenj je hitra oksidacija materiala v kemijskem procesu zgorevanja, ki sprošča toploto, svetlobo in različne proizvode kemijskih reakcij. Počasnejši oksidativni procesi, kot so rjavenje ali prebavljanje, se ne štejejo kot del te opredelitve. 
Plamen je viden del ognja in je sestavljen iz žareče vročih plinov. Če dovolj vroč, lahko plin postane ioniziran in nastane plazma. Odvisno od gorečih snovi, in prisotnih nečistoč, se lahko barva plamena in intenzivnost ognja razlikujejo.
Ogenj v svoji najpogostejši obliki lahko povzroči nenadzorovan izbruh oziroma požar, ki je lahko povzročitelj telesnih poškodb. Ogenj je pomemben proces, ki vpliva na ekološke sisteme po vsem svetu. Pozitivni učinki ognja so spodbujanje rasti in ohranitev različnih ekoloških sistemov. Ogenj se uporablja za kuhanje, proizvodnjo toplote, signalizacijo, in pogonske namene. Negativni učinki ognja so znižana čistost voda, povečana erozijo tal, povečana onesnaženost zraka, ter povečana nevarnost za človeško življenje.
Ogenj začne goreti, ko je vnetljiv material v kombinaciji z zadostno količino vira kisika izpostavljen viru toplote ali temperaturi višji od temperature vžiga določenega materiala ali zmesi goriva in kisika, ki je sposobna vzdrževati stanje hitre oksidacije. Ko se pojavi ogenj, to pomeni, da so prisotni vsi trije elementi požarnega trikotnika. 
To so: 
- vnetljiva snov
- kisik
- toplota

Če enega od treh elementov požarnega trikotnika odvzamemo, bo ogenj ugasnil. Torej, če odvzamemo vnetljivo snov ali gorivo, nam ostaneta toplota in kisik, ki pa v osnovi ne gorita. Če odvzamemo kisik, preprečimo oksidacijo in tako ogenj zadušimo. Če pa odvzamemo toploto, ogenj ohladimo in slednji prav tako ugasne.

## Odkritje in zgodovina ognja
Ogenj je bil že od prazgodovine zelo pomemben in predstavlja eno najstarejših človekovih iznajdb. Uporabljali so ga že naši predniki v prazgodovini. V takratnih časih je ogenj pomenil preživetje, saj so se greli pozimi in kuhali. Kako pa so odkrili ogenj je več teorij. Najbolj razširjeni dve pravita, da je udarila strela, gozd se je užgal in dobili so ogenj. Če je bilo tako, naj bi ta ogenj celo stražili, saj ga še niso znali prižigati. Druga teorija pa govori, da so oblikovali orožje in naredili iskre, ki so prižgale dračje.
Hranjenje ognja je bila dolgo časa ena najpomembnejših funkcij človeškega prebivališča, v mnogih družbah je to bila funkcija samskih žensk, ki so tako skrbele za celo širšo družbo, ki je ob težavah lahko računala na gretje.

## Uporaba ognja
Najbolj razširjeno izkoriščanje ognja je ogrevanje in zgorevanje fosilnih goriv za pogon. Z ognjem so si tisočletja pred našim časom svetili. Ogenj uporabljamo tudi za zabavo; ognjemete, svečke, ... 
Uporaba prvih primitivnih peči je bila posledica razumevanja toplote, gibanja zraka, zagotavljanja zaščite ognju in zaloge kuriva. Tako se je začela tudi prva obdelava kovin, prvi poskusi kemičnih in fizičnih eksprimentov, vse pa je izhajalo predvsem iz obvladovanja ognja in orodij s katerimi so izpostavljali predmete odprtem ognju. 

## Škoda, ki jo povzroči ogenj
Za podrobne podatke o tej temi glej Požar.
Ogenj je zaradi vročine in hitrega širjenja zelo uničujoč. Že vsako ogromno mesto na svetu je ogenj vsaj enkrat bistveno prizadel. 

## Temperatura

#### Temperaturo plamena je mogoče oceniti po barvi:
- Rdeča
  - Samo vidna: 525 °C (977 °F)
  - Pusta: 700 °C (1292 °F)
  - Češnjeva, dolgočasna: 800 °C (1470 °F)
  - Češnjeva, v celoti: 900 °C (1650 °F)
  - Češnjeva, jasna: 1.000 °C (1830 °F)
- Oranžna
  - Temna: 1.100 °C (2010 °F)
  - Jasna: 1.200 °C (2190 °F)
- Bela
  - Belkasta: 1.300 °C (2370 °F)
  - Svetla: 1.400 °C (2550 °F)
  - Bleščeča: 1.500 °C (2730 °F)

#### Tipične temperature ognja in plamenov:
- Plamen divodikovega oksida (H2O2): 2000 °C ali nad (3645 °F)
- Plamen plinskega gorilnika: 1.300 do 1.600 °C (2372 do 2912 °F)
- Plamen varilnika: 1.300 °C (2370 °F)
- Plamen sveče: 1.000 °C (1830 °F)
- Tleča cigareta:
  - blago tlenje
    - temperatura na ovoju cigarete: 400 °C (752 °F),
    - temperatura sredice cigarete: 585 °C (1085 °F)

  - močno tlenje
    - temperatura sredice cigarete: 700 °C (1292 °F)

Temperatura je v sredici vedno višja od temperature na ovoju.

## Nadzorovanje ognja
Sposobnost nadzorovanja ognja je bila dramatična sprememba v navadah zgodnjega človeka. Ustvarjanje ognja za pridobivanje toplote in svetlobe je omogočila ljudem kuhanje hrane, povečanje raznovrstnosti in dostopnosti hranilnih sestavin. Toplotna energija prav tako pomaga ljudem ohraniti toploto v hladnem vremenu, ki jim omogoča, da živijo v hladnejših podnebjih. Dokazila o kuhani hrani so našli izpred 1,9 milijona let, čeprav verjetno ogenj ni bil uporabljen na nadzorovan način do pred 400.000 leti. Dokazila postanejo zelo razširjena za čas pred približno 50-100.000 leti, kar kaže na redno uporabo iz tega časa.

## Varnost in gašenje
Gasilske brigade so na voljo večinoma v razvitih območjih kot so mesta, naselja ali pa območja kjer je povečana možnost požara, kot primer letališča kjer je brigada navoljo za takojsnjo pomoč v primeru nesreče. Usposobljeni gasilci gasijo ogenj s pomočjo uporabe gasilnih aparatov , sredstev za oskrbo z vodo, kot so vodovod in hidranti ali pa z uporabo pene, odvisno od tega, katere snovi gorijo.
Zaradi same narave hranjenja vnetljivih snovi se izobražuje skladiščnike, hranitelje in trgovce s takšnimi snovmi, lastnosti prostorov s takšnimi snovmi so tudi zakonsko urejeni. 

## Ogenj v kemiji - gorenje

### Popolno gorenje
Pri popolnem izgorevanju se sestavine goriva izgorijo in pri tem ustvarjajo omejeno količino snovi. Gre za eksotermno kemično reakcijo, pri ogljikovodikih med popolnim gorenjem nastaja le ogljikov dioksid in vodna para. Če gorijo drugi kemični elementi, nastajajo ob tem še oksidi tega elementa. Kakšni oksidi nastanejo, je odvisno tudi od okolja in vezi med kisikom in tem elementom. Ogljik se praviloma veže v ogljikov dioksid, dušik v dušikov dioksid, žveplo v žveplov dioksid, železo pa v železov (III) oksid.
Za popolno oksidacijo oziroma gorenje je veliko odvisno tudi od temperature kateri je izpostavljeno gorivo. Dušikov oksid se na primer ustvarja nad 1540 °C, medtem ko ob manjših temperaturah dušik ostaja plin v zraku. Pomembno je tudi skrbeti za pravšnji dotok kisika h gorivu. Tipične kemijske reakcije so:
CH4 + 2 O2 → CO2 + 2 H2O
2 CH4 + 3 O2 → 2 CO + 4 H2O
N2 + O2 → 2 NO
N2 + 2 O2 → 2 NO2

### Nepopolno gorenje
Nepopolno gorenje se pripeti le ob pomanjkanju kisika ob uspešni kemijski reakciji. Pri večini goriv ob nepopolni kemijski reakciji ne nastanejo sicer običajni proizvodi, saj reakcije niso dokončane. Še posebej pri ogljikovodikih to pomeni škodljive pline kakršen je etanal oz. acetaldehid in strupeni ogljikov monoksid.
Nepopolno gorenje je praviloma nezaželeno in je praviloma posledica napak v pečici ali motorju. Izboljšave se urejajo z katalizatorji in kvalitetnim izpušnim sistemom. V mnogih primerih te napake izgorevanja goriv nadzira ali kaznuje tudi država. Možno je tudi kupiti napravo, ki prepozna škodljivo snov, kvaliteto izgorevanja pa nadzirajo v določeni meri tudi gasilci, skrbniki klime, inženirji in nekateri odgovorni za varnost pri delu. Še posebno je to pomembno pri prevoznih vozilih.

### Dim
Dim je najbolj počasna oblika ognja, tleči les ob nizki temperaturi in brez vidnega plamena je najbolj očiten primer nepopolnega gorenja. Tako nastanejo najbolj strupeni plini ob tlečem prahu, papirju, tobaku, bombažu in smeti. 

### Pospešeno gorenje
Izrazita eksotermna reakcija pomeni velik izbruh toplotne energije in tudi hitro razgradnjo goriva. Ob povečanem pritisku na takšno reakcijo lahko nastanejo tudi eksplozije. Ogenj se lahko širi ob dovoljšnjem gorivu tako v plamen ali požar. Pritisk na plamen in izraba eksplozij se uporablja pri plinskih in bencinskih turbinah in motorjih na notranje izgorevanje.

### Plamen brez gravitacijskih sil
Leta 2000 so poskusi NASE ugotovili, da gravitacija pomembno vpliva tudi na ogenj. Ob neznatni ali nulti gravitaciji plamen postane modrikast in ne odvaja toliko toplote, a se izboljša izgorevanje snovi.